# Inalante

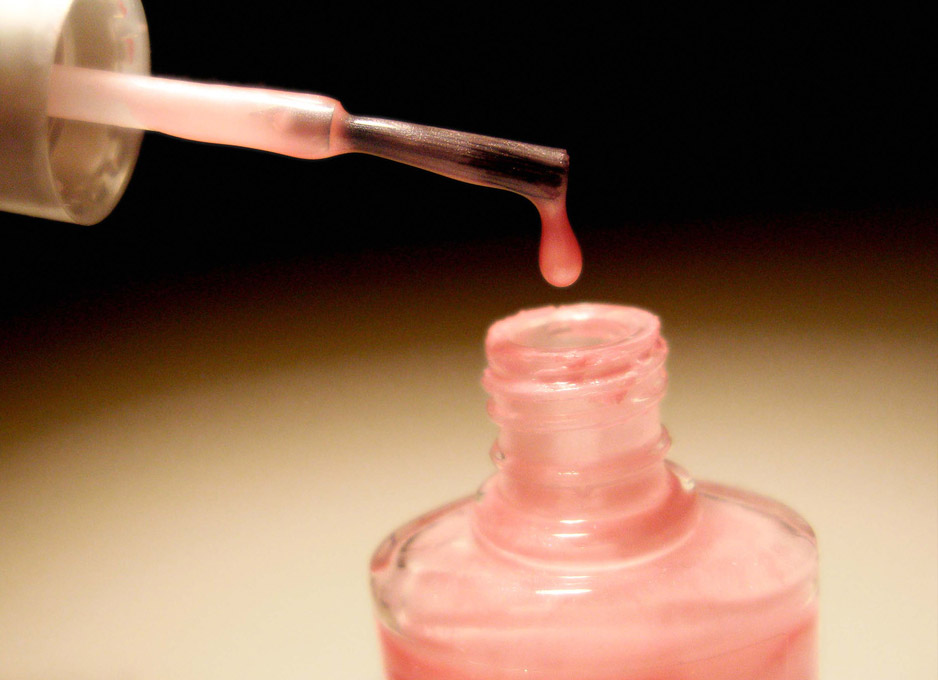
Prodotti domestici comuni come lo smalto per unghie contengono solventi che possono essere inalati. L'uso e l'abuso di prodotti in questa modalità può essere dannoso o letale

Gli inalanti sono una vasta serie di prodotti chimici domestici e industriali i cui vapori volatili o gas pressurizzati sono concentrati e respirati attraverso il naso o la bocca per produrre un'intossicazione ed effetti psicoattivi, facendone un uso improprio rispetto a ciò per cui la sostanza è venduta.

## Utilizzo
Vengono inalati a temperatura ambiente attraverso la volatilizzazione (nel caso di benzina o acetone) o da un contenitore pressurizzato (come ad esempio ossido di azoto o butano) e non includono sostanze che vengono inalate dopo la loro combustione o il loro riscaldamento. Ad esempio, nitrito di amile (poppers), protossido di azoto e toluene - un solvente ampiamente utilizzato nel cemento a contatto e nella colla - sono considerati inalanti, ma il tabacco da fumo, cannabis e crack non lo sono, anche se queste vengono inalate attraverso il fumo della loro combustione fumo.

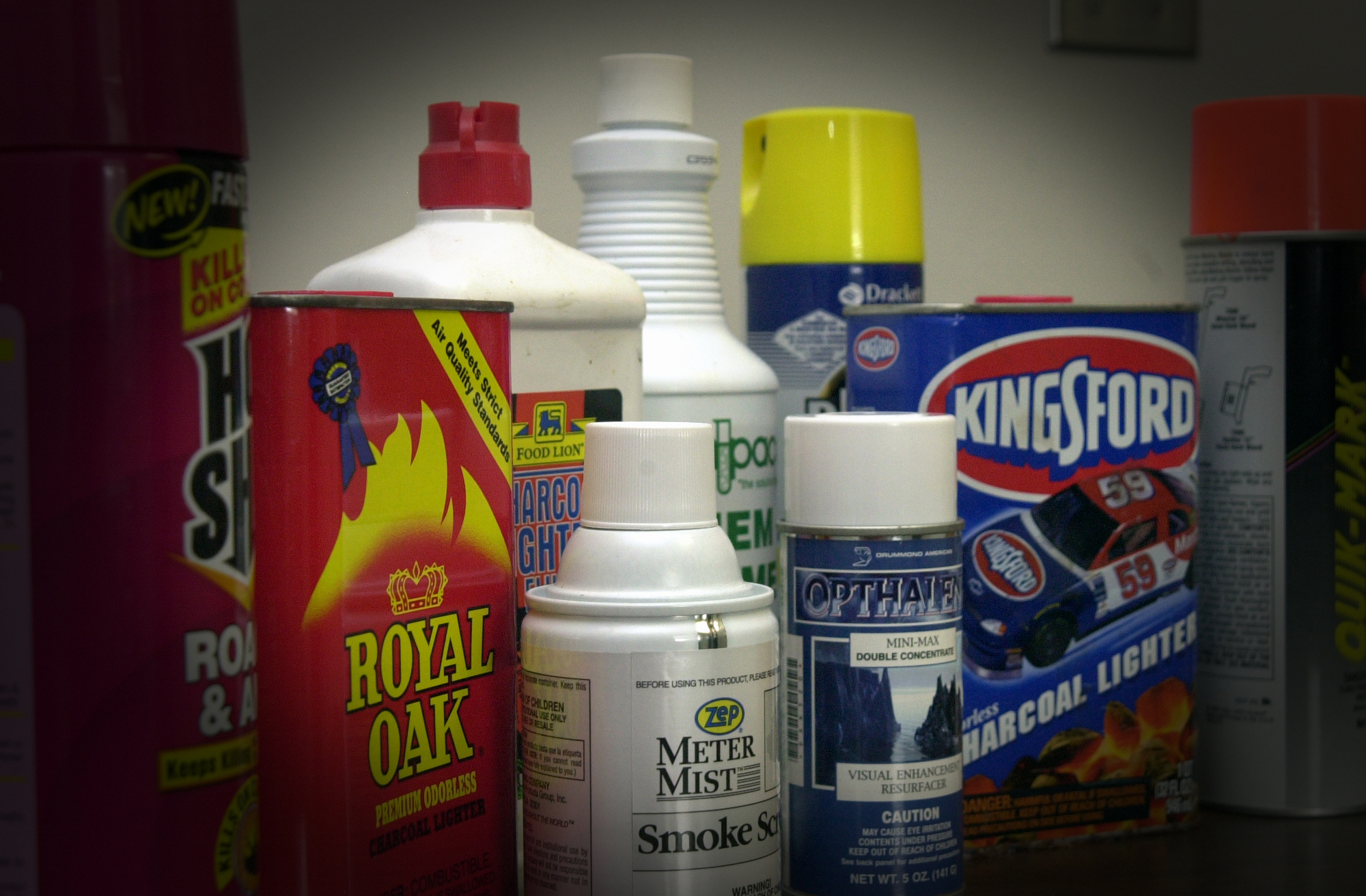
Una serie di prodotti a base di petrolio che possono essere abusati come sostanze inalanti

Mentre un piccolo numero di sostanze inalanti sono prescritti e usati dai medici e utilizzati per scopi terapeutici, come nel caso del protossido di azoto (un ansiolitico e antidolorifico prescritto dai dentisti), i propellenti domestici e industriali come colle, combustibili e altri prodotti simili vengono utilizzati per produrre intossicazione o altri effetti psicoattivi, con un utilizzo come droghe ricreative. Gli utilizzatori degli inalanti inalano gas propellenti di vapori o aerosol utilizzando sacchetti di plastica tenuti sopra la bocca o respirando da uno straccio imbevuto di solvente o da un contenitore aperto. Le pratiche sono conosciute colloquialmente in lingua inglese come "sniffing", "huffing" o "bagging".

## Effetti
Gli effetti delle inalazioni vanno da un'intossicazione con effetti simili a quella alcolica, a un'euforia intensa e allucinazioni, a seconda della sostanza e della dose inalata. Gli inalanti sono generalmente tossici per l'organismo a causa degli effetti dannosi dei solventi, dei gas o ad altre sostanze chimiche utilizzate nei prodotti che si inalano. Tali sostanze possono causare ipossia (mancanza di ossigeno), polmonite, insufficienza o arresto cardiaco. Il danno cerebrale può insorgere con l'uso cronico a lungo termine di solventi.

## Giurisdizione
Anche se molti inalanti sono legali, in alcune giurisdizioni sono state intraprese azioni legali per limitare l'accesso da parte dei minori a tali sostanze. Mentre la colla a solvente è un prodotto venduto legalmente, un tribunale scozzese ha stabilito che la vendita di colla ai bambini è illegale se il negozio sa che i bambini intendono abusare della colla. Negli Stati Uniti, trentotto dei 50 stati hanno promulgato leggi che rendono indisponibili vari inalanti per i minori di 18 anni o che rendono illegale l'uso di inalanti.